# Кулижников, Павел Александрович
Па́вел Алекса́ндрович Кули́жников (род. 20 апреля 1994, Воркута, Республика Коми) — российский конькобежец, трёхкратный чемпион мира в спринтерском многоборье, пятикратный чемпион мира на отдельных дистанциях. Участник зимних Олимпийских игр 2022 года, обладатель Кубка мира 2015 года по конькобежному спорту в общем зачёте и 2 малых глобусов на дистанциях 500 и 1000 м. Стал первым в истории россиянином, выигравшим большой Хрустальный глобус в коньках. С 2015 является мировым рекордсменом в беге на 500 м.

## Биография

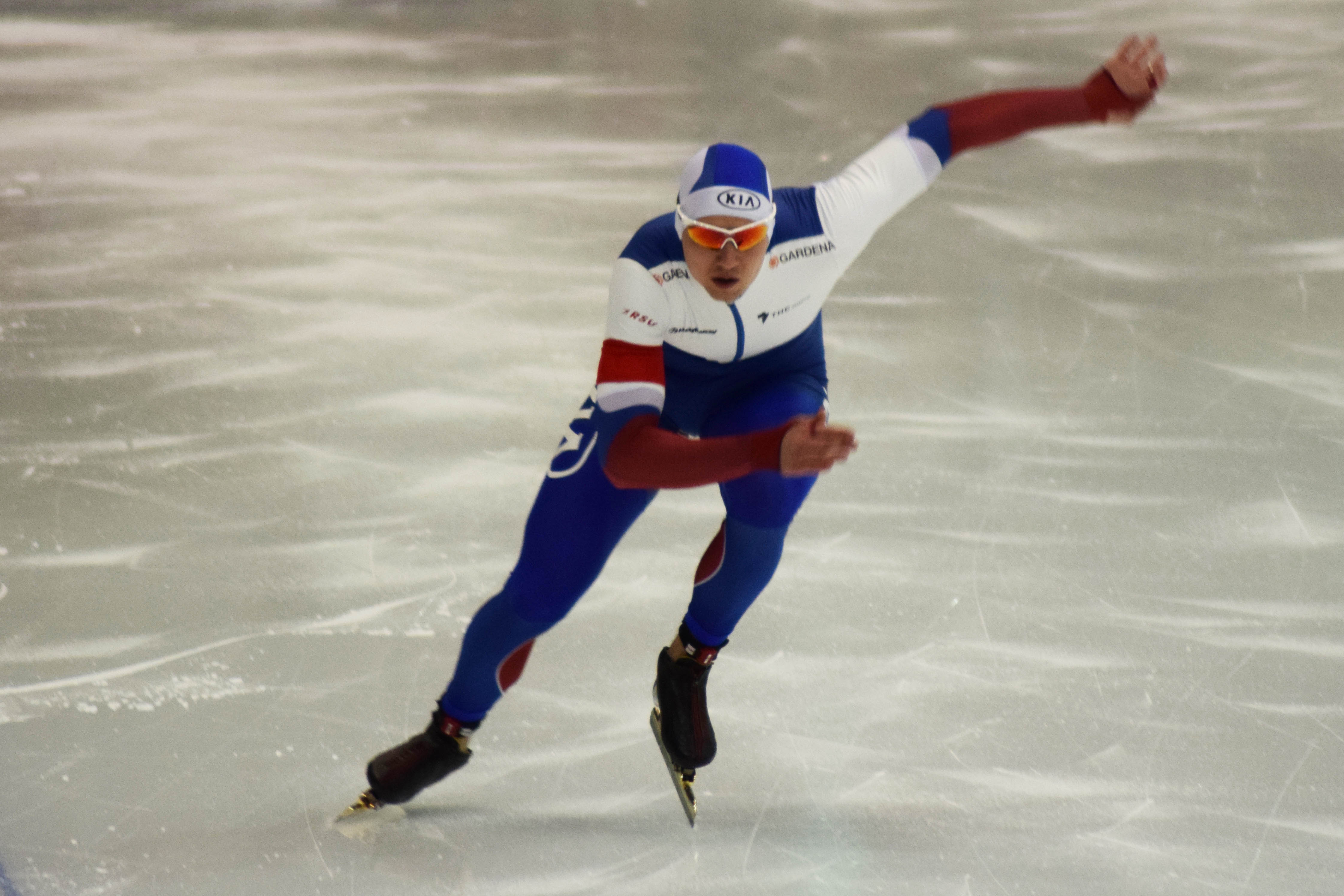

Павел Кулижников родился в семье шахтёра, в  городе Воркуте, а возрасте 6 лет вместе с семьёй переехал в Коломну. В детстве увлекался компьютерными играми, но это беспокоило родителей и отец Александр втянул его в спорт. Павел занимался в течение 4-х лет настольным теннисом, катался на велосипеде, играл в футбол. В 2006 году в Коломне появился каток и он начал заниматься конькобежным спортом в 12 лет. Его первым тренером стал Ростислав Александрович Подгайский и через полтора года Кулижников дошёл до мастера спорта.
Он стал серебряным призёром чемпионата России 2010 года в командной гонке и бронзовым призёром 2011 года в спринтерском многоборье. В 2012 году после завоевания золота и серебра на чемпионате мира среди юниоров в допинг-пробе Кулижникова были обнаружены следы запрещённого препарата метилгексанамина, в результате чего его результаты были аннулированы, а сам спортсмен получил двухлетнюю дисквалификацию (до марта 2014 года).
В 2014 году Павел стал чемпионом России в спринтерском многоборье. 
В сезоне 2014—2015 на 1 этапе Кубка мира в Обихиро победил на дистанции 1000 метров, а на дистанции 500 метров был вторым (в первый день) и первым.
На втором этапе в Сеуле победил на дистанции 1000 метров и оба раза на 500 м. На 6-м этапе Кубка мира в Херенвене по сумме 4-х дистанций 500-1000-500-1000 установил рекорд катка и неофициальный рекорд мира на равнине в спринтерском многоборье. С января 2015 года стал выступать за Краснодарский край.
На чемпионате мира по спринтерскому многоборью 2015 года завоевал золотую медаль, победив на трёх дистанциях из четырёх. В марте он досрочно стал обладателем Кубка мира в общем зачёте. В июне 2015 года Павел перенёс операцию на плече. По итогам года газета «Советский спорт» признала Павла Кулижникова спортсменом года.
В феврале 2016 года он завоевал два "золота" на дистанциях 500 и 1000 м на чемпионате мира на отдельных дистанциях в Коломне.
В начале марта 2016 г. в СМИ появилась информация о том, что допинг-проба спортсмена дала положительный результат на запрещённый ВАДА препарат мельдоний. 21 апреля 2016 года отстранение было снято.
Травма паха вынудила его пропустить чемпионат Европы 2017 года в Херенвене. В ноябре 2017 года Кулижников стартовал на Кубке мира, где в первый день соревнований установил рекорд катка на дистанции 1000 метров. В январе 2018 года на чемпионате Европы в Коломне Павел выиграл 2 золотые медали в забеге на 1000 м и в командной гонке, а также бронзовую на дистанции 500 м. На олимпиаду 2018 года его не допустили из-за проблем с прошлыми допингами.
На чемпионате мира 2019 года по конькобежному спорту, проходившему в голландском Херенвене, завоевал золотую медаль в спринтерском многоборье, став пятым конькобежцем в истории, которому удалось трижды победить на первенстве планеты по спринтерскому многоборью. В финале Кубка мира 9 марта 2019 сначала Тацуя Синама пробежал 33,835 с., однако позже Кулижников установил новый мировой рекорд 33,616 с.
В январе 2020 года на очередном чемпионате Европы в Херенвене он трижды поднялся на высшую ступень пьедестала на дистанциях 500, 1000 м и в командной гонке, а 16 февраля 2020 на чемпионате мира в Солт-Лейк-Сити Павел установил мировой рекорд на дистанции 1000 м (1:05,69) и стал первым человеком, выбежавшим из 1 минуты 6 секунд. и победил на дистанции 500 м. На спринтерском чемпионате мира в Хамаре Павел шёл третьим после двух забегов, но потом снялся из-за проблем с ногами.
В декабре 2020 года он заразился COVID-19 и не смог принять участие в чемпионате Европы 2021 года в Херенвене. В феврале 2021 года на чемпионате мира на отдельных дистанциях в Херенвене Кулижников стал дважды серебряным призёром на дистанциях 500 и 1000 метров. Павел квалифицировался на свою первую Олимпиаду в Пекине на дистанции 1000 м и стал запасным на дистанции 500 м. В декабре 2021 года Кулижников вновь заболел и не поехал на чемпионат Европы в Херенвене. В феврале 2022 Павел участвовал на зимних Олимпийских играх в Пекине на дистанции 1000 м и занял 11-е место.

## Результаты
| Год  | Чемп. России на отдельных дистанциях | Чемп. России спринт      | Чемп. Европы на отдельных дистанциях | ЧM на отдельных дистанциях              | ЧM спринт          | Олимпийские игры | Кубок мира                   | ЧМ среди юниоров                   |
| ---- | ------------------------------------ | ------------------------ | ------------------------------------ | --------------------------------------- | ------------------ | ---------------- | ---------------------------- | ---------------------------------- |
| 2010 |                                      | 17e 1000 м               |                                      |                                         |                    |                  |                              | 17-e 500 м 12-e 1000 м 25-e 1500 м |
| 2011 |                                      | · (4-e, 5-e, , 5-e)      |                                      |                                         |                    |                  |                              |                                    |
| 2012 | 25-e 500 м NF 1000 м                 | 6-e (6-e, 6-e, 6-e, 5-e) |                                      |                                         |                    |                  |                              | DQ 500 м DQ 1000 м DQ 1500 м       |
| 2013 |                                      |                          |                                      |                                         |                    |                  |                              |                                    |
| 2014 |                                      | · (, )                   |                                      |                                         |                    |                  |                              |                                    |
| 2015 | 500 м · 1000 м · 1500 м              | —                        |                                      | 500 м · 1000 м ·                        | · (, )             |                  | 500 м · 1000 м · Общий зачёт |                                    |
| 2016 | 500 м                                |                          |                                      | 500 м · 1000 м                          | · (, )             |                  | 500 м · 1000 м · Общий зачёт |                                    |
| 2017 |                                      |                          |                                      |                                         |                    |                  | 6е 500 м 9е 1000 м           |                                    |
| 2018 | 500 м                                |                          | 500 м · 1000 м · командный спринт    |                                         |                    |                  | 12e 500 м 10e 1000 м         |                                    |
| 2019 | 500 м · 1000 м                       |                          |                                      | 7e 500 м · 6e 1000 м · командный спринт | · (, )             |                  | 500 м · 1000 м               |                                    |
| 2020 | 500 м · 1000 м                       |                          | 500 м · 1000 м · командный спринт    | 500 м · 1000 м · DNF командный спринт   | DNS · (, 6e, -, -) |                  | 17е 500 м 13е 1000 м         |                                    |
| 2021 |                                      |                          |                                      | 500 м · 1000 м                          |                    |                  | 19e 500 м 24e 1000 м         |                                    |
| 2022 |                                      |                          |                                      |                                         |                    | 11е 1000 м       |                              |                                    |

- ЧМ спринт — (1e 500 м, 1e 1000 м, 2e 500 м, 2e 1000 м).

### Победы на этапах Кубка мира
На счету Павла Кулижникова 37 побед в личных дисциплинах и одна в командном спринте:
| #  | Дата            | Место             | Сезон   | Дистанция        |
| -- | --------------- | ----------------- | ------- | ---------------- |
| 1  | 15 ноября 2014  | Обихиро           | 2014/15 | 1000 м           |
| 2  | 16 ноября 2014  | Обихиро           | 2014/15 | 500 м            |
| 3  | 21 ноября 2014  | Сеул              | 2014/15 | 500 м            |
| 4  | 22 ноября 2014  | Сеул              | 2014/15 | 1000 м           |
| 5  | 23 ноября 2014  | Сеул              | 2014/15 | 500 м            |
| 6  | 12 декабря 2014 | Херенвен          | 2014/15 | 500 м            |
| 7  | 13 декабря 2014 | Херенвен          | 2014/15 | 1000 м           |
| 8  | 14 декабря 2014 | Херенвен          | 2014/15 | 500 м            |
| 9  | 7 февраля 2015  | Херенвен          | 2014/15 | 500 м            |
| 10 | 8 февраля 2015  | Херенвен          | 2014/15 | 500 м            |
| 11 | 21 марта 2015   | Эрфурт            | 2014/15 | 500 м            |
| 12 | 13 ноября 2015  | Калгари           | 2015/16 | 500 м            |
| 13 | 15 ноября 2015  | Калгари           | 2015/16 | 500 м            |
| 14 | 20 ноября 2015  | Солт-Лейк-Сити    | 2015/16 | 500 м            |
| 15 | 21 ноября 2015  | Солт-Лейк-Сити    | 2015/16 | 1000 м           |
| 16 | 22 ноября 2015  | Солт-Лейк-Сити    | 2015/16 | 500 м            |
| 17 | 11 декабря 2015 | Херенвен          | 2015/16 | 500 м            |
| 18 | 12 декабря 2015 | Херенвен          | 2015/16 | 1000 м           |
| 19 | 29 января 2016  | Ставангер         | 2015/16 | 500 м            |
| 20 | 30 января 2016  | Ставангер         | 2015/16 | 1000 м           |
| 21 | 31 января 2016  | Ставангер         | 2015/16 | 500 м            |
| 22 | 31 января 2016  | Ставангер         | 2015/16 | 1000 м           |
| 23 | 13 ноября 2016  | Харбин            | 2016/17 | 500 м            |
| 24 | 12 ноября 2017  | Херенвен          | 2017/18 | 1000 м           |
| 25 | 19 января 2018  | Эрфурт            | 2017/18 | 500 м            |
| 26 | 17 ноября 2018  | Обихиро           | 2018/19 | 500 м            |
| 27 | 18 ноября 2018  | Обихиро           | 2018/19 | 1000 м           |
| 28 | 7 декабря 2018  | Томашув-Мазовецки | 2018/19 | 500 м            |
| 29 | 7 декабря 2018  | Томашув-Мазовецки | 2018/19 | 1000 м           |
| 30 | 8 декабря 2018  | Томашув-Мазовецки | 2018/19 | 500 м            |
| 31 | 15 декабря 2018 | Херенвен          | 2018/19 | 500 м            |
| 32 | 2 февраля 2019  | Хамар             | 2018/19 | 500 м            |
| 33 | 3 февраля 2019  | Хамар             | 2018/19 | 500 м            |
| 34 | 9 марта 2019    | Солт-Лейк-Сити    | 2018/19 | 500 м            |
| 35 | 13 декабря 2019 | Нагано            | 2019/20 | Командный спринт |
| 36 | 15 декабря 2019 | Нагано            | 2019/20 | 1000 м           |
| 37 | 8 февраля 2020  | Калгари           | 2019/20 | 1000 м           |
| 38 | 30 января 2021  | Херенвен          | 2020/21 | 500 м            |

## Рекорды мира
| Номер | Дистанция | Время   | Дата       | Место          |
| ----- | --------- | ------- | ---------- | -------------- |
| 1     | 500 м     | 34,00   | 15.11.2015 | Калгари        |
| 2     | 500 м     | 33,98   | 20.11.2015 | Солт-Лейк-Сити |
| 3     | 500 м     | 33,61   | 09.03.2019 | Солт-Лейк-Сити |
| 4     | 1000 м    | 1:05,69 | 15.02.2020 | Солт-Лейк-Сити |

## Личная жизнь и семья
Павел обожает MMA и в свободное время с удовольствием смотрит бои, а еще мечтает в будущем заняться смешанными единоборствами. Любит отдыхать на пляже. В свободное время возится с компьютером, играет в Доту. Его отец - Александр Кулижников, служил на атомной подводной лодке, а позже 17 лет отработал в шахте Воркуты. Мать зовут Надеждой. О своей любимой жене Татьяне не любит говорить. С 2018 года строит дом, а в 2019 году покорил гору Эльбрус.